# Tossal del Castell (Tremp)
El Tossal del Castell és una muntanya de 1.048,8 metres d'altitud, ran de la qual hi ha un petit pla on es conserven restes del Castell de Montllobar. Forma part de l'actual terme municipal de Tremp, dins de l'antic terme de Fígols de Tremp, tots dos del Pallars Jussà. És just al nord del cim més alt de Montllobar, i al sud del coll i del mas del mateix nom.